# パズドラ バトルトーナメント -ラズール王国とマドロミドラゴン-
『パズドラ バトルトーナメント -ラズール王国とマドロミドラゴン-』（パズドラ バトルトーナメント ラズールおうこくとマドロミドラゴン）は、スクウェア・エニックスより2014年4月24日に発売されたアーケードゲーム。ジャンルはパズルRPG。略称は『パズバト』。

## 概要
2012年に発売され大ヒットとなったガンホー・オンライン・エンターテイメントのスマートフォン用ゲーム『パズル&ドラゴンズ』の初のアーケード用タイトル。共同開発およびパブリッシャーとしてスクウェア・エニックスが参画し、キャラクターデザイン担当として同社の野村哲也が起用されている。
対人戦に特化したゲームデザインとなっており、オンラインにより最大16人による対戦プレイが可能。登場モンスターは全てがアニメーションを行う仕様となった。
2014年11月26日にはメジャーアップデート「パズドラ バトルトーナメント -チャンピオンズ オブ ラズール-」が行われた。
2016年9月30日を以ってオンラインサービスを終了した。それ以降はオフラインでの稼働となる。なお一部店舗では『シアトリズム ファイナルファンタジー オールスターカーニバル』へのコンバートが行われる形で稼働そのものを終了させている。

## システム
基本的にプレイヤー同士の戦いであるため、スマートフォン版とは一部ルールが異なる。ゲーム自体が制限時間制で、1ターンドロップの移動時間は無制限。フィールドも縦5×横8マスと広がっている。モンスターごとにHPと回復力が分かれている。1チームはリーダー1体、サブが3体、フレンドが1体。それに加えて「リザーブメンバー」を3体設定することが出来、戦闘することを開始しモンスターを倒せる。

## あらすじ
ラズール王国では4年に一度パズドラ士たちによるトーナメント大会が開かれており、このトーナメントでドラゴンストーンを集めた者には大パズドラ士の称号とマドロミドラゴンに挑む権利が与えられた。
だが、パズドラ士になるのに必要な、「ドロップを視る力」を持つものが少なくなり、トーナメント開催が危ぶまれた。
トーナメントを楽しみにしていたラズール王国の国民の願いは、異世界から“ヨソモノ”を呼び寄せた。

## 登場キャラクター

### アバターキャラクター
水無月 ヨウ
声 - 島﨑信長
現代の日本からラズール王国へと呼び寄せられた男子高校生。17歳。青龍コンツェルンの御曹司でもある。現代へ無事に帰郷するため、トーナメントに参加する。成績優秀で眉目秀麗。パズドラを初期からプレイしているため、かなりの腕前を誇る。一見完璧そうだが、不測の事態には弱いという面を持つ。
牧村 チカ
声 - 佐倉綾音
現代の日本から呼び寄せられた光琳高校の女子高校生。16歳。明るく元気な性格でミーハー。運動神経抜群だがインドア派で、アイドルが好き。リオナがアイドルであることを知ってもなお、ありのままの彼女を受け入れ、仲良くなる。
武田 ムラクモ
声 - 岡本信彦
現代の日本から呼び寄せられた光琳高校の男子高校生。17歳。パズドラで敗れたことを機にヨウをライバル視している。喧嘩っ早いが、情に厚い性格。
沖田 リオナ
声 - 内田真礼
現代の日本から呼び寄せられた現役女子高校生アイドル。16歳。アイドルである自分を嫌っており、それを隠すような服装をしているが、カメラなどを向けられると人格が変わったようについポーズをとってしまう。彼女のアバター衣装をアイドルの姿に変えると、バトル中のセリフやテンションが全く異なる仕様となっている。
フォーレン・ラズール
声 - 逢坂良太
ラズール王国の王子。18歳。トーナメント前の異変調査に向かったものの、ある事故により記憶喪失になってしまう。弱気な面もあるが、心優しい性格で、時には物事へ勇敢に立ち向かう。パトリシアとは幼なじみである。
パトリシア・エゼル
声 - 三森すずこ
ラズール王国王宮騎士。19歳。騎士の誇りを大切にしており、勝負に負けると｢くっ、殺せ！｣とお決まりのセリフを言うことも。フォーレンに恋心を抱いており、行方不明になったフォーレンを捜索しながらトーナメントに臨む。
アンリ・ボーラム
声 - 柿原徹也
世界とマドロミドラゴンの秘密を暴こうとしている、謎の魔術師。20歳の男性。魔術師ギルドに所属している構成員だが、いつもフラフラと自身の知的欲求のみに従って行動している。何かと人を煽る言動が多い。実は悪者ではない？
ティンニン
声 - 五十嵐裕美
ラズール王国の少女で、職業・年齢共に不詳。外見年齢は10歳。人見知りで臆病な性格ながらも正義感は強く、世界の異変の解決に動いている。その名前は、アラビア語で「龍」を意味する（作中で言及されたかは不明）。

## スタッフ
- プロデューサー：門井信樹
- 運営プロデューサー：國澤仁
- メインキャラクターデザイン：野村哲也
- ストーリー&世界観設定：井上堅二、田口仙年堂、日向悠二
- 音楽：伊藤賢治、田中公平
- 監修：ガンホー・オンライン・エンターテイメント